# Haplogrupo C2 (ADN-Y)
El haplogrupo C2 (M217), denominado anteriormente C3, es un haplogrupo del ADN-Y humano que desciende del haplogrupo C y que es  típico del Extremo Oriente, presentándose comúnmente en varios pueblos del norte de Asia, especialmente en los pueblos altaicos (hablantes de lenguas altaicas) como los pueblos tunguses, en quienes suele ser mayoritario. Se dispersó por regiones como Siberia, Asia Oriental Asia Central y América del Norte.

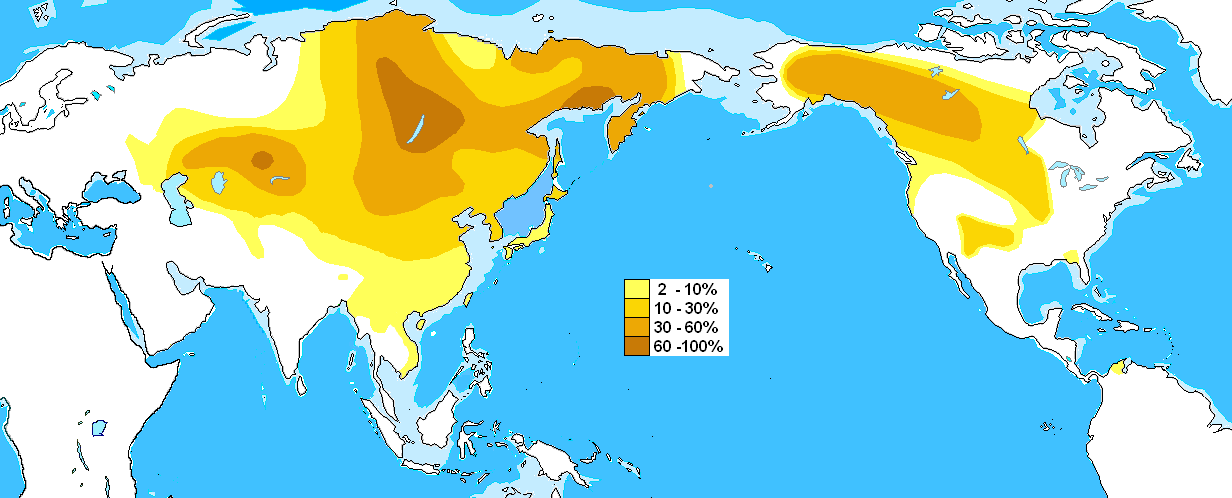
La distribución del haplogrupo C2 (M217) se da en todo Asia Oriental y especialmente en Siberia y Asia Central entre los hablantes de lenguas altaicas (pueblos mongólicos, túrquicos y tunguses) y en Norteamérica en los na-dené.

## Origen y dispersión
El haplogrupo C2 (M217) se habría originado en el Extremo Oriente hace unos 48 mil años. La dispersión ocurrió desde Asia Oriental y se inició hace unos 40.000 años, llegando a Siberia hace unos 15.000. Migraciones siberianas de hace 6.000 a 8.000 años dieron origen a los pueblos na-dené y llevaron el haplogrupo C al Nuevo Mundo, especialmente al noroeste de América del Norte. Finalmente las invasiones que forjaron el  Imperio mongol esparcieron el linaje por toda Asia.

## Distribución
Las frecuencias más altas están en los pueblos tunguses, los cuales habitan en el norte de Asia principalmente, destacando los oroqen (Mongolia del Sur) con 61 y 91%, en los evenkis (Siberia) 44 y 71%, en ulchis (Extremo Oriente ruso) 69%, evenis (Siberia oriental) 5 y 74%, manchúes 8 y 52%, nanái 30% y sibe 29%.
Otras etnias del norte de Asia con frecuencias importantes de C2 son los nivjis con 38 y 71%, en buriatos 8 y 84%, mongoles 54%, koriakos 48%, dolganos 37%, daures 31% y yucaguiros 31%.
En Asia Central hay frecuencias importantes en los kazajos con 40%, hazaras (Afganistán) 33% y uzbekos 20%.
En Asia Oriental se encontró en los han de China 6%, en Corea 12% y en Japón 6%.
En Europa destaca singularmente el pueblo calmuco con 71% y en el sur de Asia Pakistán con 7%.
Entre los indígenas de América, destacan los pueblos na-dené de América del Norte, como los tananas de Alaska con 42%, tlichos del Canadá con 35% y apaches de Estados Unidos con 15%.

## C2*
El paragrupo C2-M217* no es mencionado en la actualidad en ISOGG 2020 ni es relevante en YFull 2021. Sin embargo, anteriormente se reportó que es común en buriatos, mongoles, daures, calmucos, manchúes, xibe, oroqen, koriakos e itelmenos; menor frecuencia se encuentra en tungús, coreanos, ainus, chinos, altaicos, etc.

## C2a
El haplogrupo C2a (L1373) tiene unos 34 mil años y se encuentra disperso en Asia Oriental, Siberia, Asia Central y en nativos de América septentrional. La mayor diversidad se encuentra en Siberia (Rusia) y la mayor frecuencia en los pueblos tunguses y en algunos pueblos túrquicos como los kazajos.

### C2a1
El haplogrupo C2a1 (F3447) es el clado principal de C2a y tiene unos 16 mil años de antigüedad.
- C2a1a (F1699), probable linaje de descendientes de Gengis Khan.
  - C2a1a1 (F3918) 
    - C-F3918* fue hallado en Buriatia (Siberia) en restos de hace 14 mil años.[34]
    - C2a1a1a (P39) típico en los indígenas na-dené en América Septentrional, con menores frecuencias entre los siux, creek, algonquinos y otros pueblos de la región. En promedio los nativos norteamericanos presentan una frecuencia para C-P39 de 5.8%.[35]
    - C-YP5260
      - C-YP5260* hallado en Chukotka (Siberia oriental) en restos de hace 2 mil años.[34]
      - C2a1a1b1 (F1756) en China, Siberia, Europa oriental, Turquía, Kazajistán y Mongolia.[36]
        - C-F3830 especialmente en Kazajistán, también en China oriental y Tartaristán (Rusia).[34]
        - C-Y10420 en Europa Oriental (Polonia, Chequia y tártaros del Volga), Turquía, Kazajistán y China.[34]

  - C2a1a2 (M48) común entre los kazajos (57-63%), tungús del norte, oirats, calmucos, en Mongolia, entre yukaguiros, nivjis, koriakos, itelmenos y menores frecuencias en otras etnias y poblaciones de Siberia y Asia central[37][38][39]
    - C2a1a2a (M86, M77) en Siberia, con porcentajes mayores de 40% en evenis, evenkis, calmucos y altáis kazajos.[40]
      - C2a1a2a1 (SK1061, F11120) presenta unos 3700 años de antigüedad.
        - C-B469 en oirates zakhchín, evenkis y buriatos.[2] También en ulchis,[6] oirates dörbet de Kalmukia y Mongolia, y en oirates torgut de Kalmukia.[41]
        - C-B80 en evenis de Magadán y Sajá.[2]

      - C2a1a2a2 (F6379/Y12792) en China (especialmente en Shaanxi), Rusia (especialmente en Kalmukia), Mongolia, Kazajistán, Uzbekistán y en genoveses de origen francés.[34]

    - C2a1a2b (B90) en koriakos, evenkis[2] y ulchis (Siberia).[6]

  - C2a1a3 (M504) con la mayor divergencia y presencia en China,[34] disperso en Rusia, Asian central, Pakistán, Afganistán, Ucrania y Mongolia.[36]
    - C-M401 común en Asia Central, en pashtunes, Mongolia[42] y en China.

  - C-M8574
    - C2a1a4 (F9992, Y11990) en India, Eslovaquia, Polonia, Alemania[36]
    - C-Y176542 en Corea del Sur y Japón.[34]

- C2a1b (Z31698, ACT1932) en Japón,[36] Corea del Sur, Liaoning (China).[34]

### C2a2
C2a2 (BY63635) en Texas y en nativos quichua y huaoranis de Ecuador.

## C2b
El haplogrupo C2b (F1067) está bien extendido en Asia Oriental, Siberia y poco en el Sudeste de Asia, presentando la mayor presencia y diversidad en China, aunque  con la mayor frecuencia en los pueblos mongólicos de Rusia.

### C2b1
C2b1 (F2613) presenta unos 34 mil años de antigüedad.
- C2b1a (Z1300)
  - C2b1a1 (CTS2657) extendido en China y encontrado Japón, Corea, Pakistán.[34]
    - C-M407 con porcentajes mayores de 50% en pueblos mongólicos de Siberia como buriatos, jamnigantes y soyotes;[40] poco en yakutos y chinos han.[43] Encontrado en Armenia, Kazajistán, Japón y pueblos mongólicos de Rusia.[34]

  - C2b1a2 (K700) con unos 10 mil años de antigüedad.[34]
    - C2b1a2a (F1319) bien extendido en China, especialmente en Shandong, Jilin y Liaoning. Encontrado en Bangladés y Azerbaiyán.[34]
    - C2b1a2b (CTS3385) encontrado en China, Corea, Chechenia y Alemania.[34]
- C2b1b (F845) encontrado en los dai y extendido en China, especialmente en Shandong, Jiangsu, Sichuan y Hebei. Presente en Japón, Vietnam,[34] Corea y Filipinas.[36]

### C2b2
C2b2 (CTS4660) ha sido encontrado en China.

## Otros subclados
Adicionalmente no están bien establecidos los siguientes gruposː
- C2-M93 encontrado en Japón[43] y en los tlingit, pueblo na-dené entre Alaska y Canadá.
- C2-P53.1 10% en los xibe de Xinjiang; encontrado también en mongoles, evenkis, huis, tibetanos, uigures y han[3]

## Personaje famoso
Es probable que Gengis Khan fuese del linaje C2a. Numerosos estudios a individuos que afirman ser descendientes, ha dado como resultado que pertenecen al haplogrupo C2a1a3a (F4002). Por otro lado, la genealogía del clan Lu del noroeste de China, que afirma ser descendiente del sexto hijo de Genghis Khan, Toghan, y la del clan Tore de Kazajistán, que afirma ser descendiente del primer hijo de Genghis Khan, Jochi), son del haplogrupo C2a1a1b1 (F1756). Sin embargo, no se ha demostrado la autenticidad de que algún hombre vivo descienda realmente de Gengis Khan, y también es posible que corresponda al haplogrupo O2 (linaje Qasar) o al R1b (de un entierro noble mongol).